# Walk On (canción)
«Walk On» es una canción interpretada por el cantautor estadounidense Neil Young. Fue publicada en junio de 1974 como el sencillo principal de su álbum On the Beach.

## Recepción de la crítica
Un escritor no especificado de Record World elogió el ritmo “familiar, funky pero sencillo” de la canción. Un escritor no especificado de la revista Cash Box declaró: “Un poco más pesado que gran parte de su producto anterior, Neil está mostrando signos de volverse más fuerte que nunca, especialmente con un nuevo LP en camino. Una escucha convencerá a los fanáticos de que ha mejorado con la edad. Este disco probablemente también atraerá nuevos fanáticos”.

## Lista de canciones
Todos las canciones escritas y compuestas por Neil Young.
1. «Walk On» – 2:39
2. «For the Turnstiles» – 3:06

## Créditos y personal
Créditos adaptados desde las notas de álbum de On the Beach.
Músicos
- Neil Young – voces, guitarra
- Ben Keith – slide guitar, voces
- Billy Talbot – bajo eléctrico
- Ralph Molina – batería, voces

Personal técnico
- Neil Young – productor
- David Briggs – productor

## Posicionamiento
| Gráfica (1974)                            | Pico de posición |
| ----------------------------------------- | ---------------- |
| Estados Unidos (Billboard Hot 100)        | 69               |
| Estados Unidos (Cash Box Top 100 Singles) | 54               |